# أبو ذؤيب السعدي
أبي ذؤيب السعدي والد حليمة السعدية مرضعة الرسول ﷺ وجد الرسول من الرضاعة، وتعود إلى نسله اغلب قبائل بني سعد المعاصرة، ومن نسله شاور بن مجير السعدي وزير الدولة الفاطمية.

## اسمه ونسبه
اختلف في اسمه بين قولين وهم:
- اسمه الحارث بن عبد الله بن شجنة بن جابر بن رزام بن ناصرة بن فصية بن نصر بن سعد بن بكر بن هوازن بن منصور بن عكرمة بن خصفة بن قيس عيلان بن مضر بن نزار بن معد بن عدنان. واتفق على هذا القول: ابن الكلبي[1] وابن أبي عاصم، [2] وروى عنها عبد الله بن جعفر بن أبي طالب باسم حليمة بنت الحارث.[3]

- اسمه عبد الله بن الحارث بن شجنة بن جابر بن رزام بن ناصرة بن فصية بن نصر بن سعد بن بكر بن هوازن بن منصور بن عكرمة بن خصفة بن قيس عيلان بن مضر بن نزار بن معد بن عدنان. واتفق على هذا القول: ابن سعد البغدادي[4] وابن الأثير ابو الحسن[5] وابن كثير.[6]

## رضاعة بنته حليمة
قال ابن إسحاق: فدفع رسول الله صلى الله عليه وسلم إلى أمه، فالتمست له الرضعاء، واسترضع له من حليمة بنت أبي ذؤيب: عبد الله بن الحارث بن شجنة ابن جابر بن رزام بن ناصرة بن فصية بن نصر بن سعد بن بكر بن هوازن.
وهي أم رسول الله صلى الله عليه وسلم من الرضاعة. روى عنها عبد الله بن جعفر بن أبي طالب. أخبرنا عبيد الله بن أحمد البغدادي بإسناده عن يونس، عن ابن إسحاق قال: حدثني جهم بن أبي الجهم مولى لامرأة من بني تميم، كانت عند الحارث بن حاطب، وكان يقال: مولى الحارث بن حاطب- قال: حدثني من سمع عبد الله بن جعفر بن أبي طالب يقول: حدثت عن حليمة بنت الحارث أم رسول الله صلى الله عليه وسلم التي أرضعته أنها قالت: قدمت مكة في نسوة من بني سعد بن بكر نلتمس الرضعاء في في سنة شهباء، فقدمت على أتان قمراء كانت أذمت بالركب، ومعي صبي لنا وشارف لنا، والله ما ننام ليلنا ذلك أجمع مع صبينا ذاك، ما يجد في ثديي ما يغنيه، ولا في شارفنا ما يغذيه. فقدمنا مكة فو الله ما علمت منا امرأة إلا وقد عرض عليها رسول الله صلى الله عليه وسلم، فإذا قيل: يتيم، تركناه، وقلنا: «ماذا عسى أن تصنع إلينا أمه! إنما نرجو المعروف من أب الولد، فأما أمه فماذا عسى أن تصنع إلينا» فو الله ما بقي من صواحبي امرأة إلا أخذت رضيعا غيري، فلما لم أجد غيره قلت لزوجي الحارث بن عبد العزى: والله إني لأكره أن أرجع من بين صواحبي ليس معى رضيع، لأنطلقن إلى ذلك اليتيم فلآخذنه. فقال: لا عليك. فذهبت، فأخذته، فما هو إلا أن أخذته فجئت به رحلي، فأقبل علي ثدياي بما شاء من لبن، وشرب أخوه حتى روى، وقام صاحبي إلى شار في تلك فإذا بها حافل، فحلب ما شرب، وشربت حتى روينا فبتنا بخير ليلة، فقال لي صاحبي: يا حليمة، والله إني لأراك أخذت نسمة مباركة.

## أبناؤه
- حليمة وهي ام الرسول من الرضاعة [7]
- سلمى[8] خالة الرسول من الرضاعة.
- الهيثم[2] ومن نسله بنو سعد العراق وقبيلة الشرابين[9] والمحدثين محمد وإسماعيل وهم رواة للحديث مجهولين الحال،[2][10]وقبيلة عتيبة،
- يخنس وقيل مخنس ومن نسله بنو شأس ومنهم شاور بن مجير السعدي وزير الدولة الفاطمية في زمن العاضد لدين الله.[11][12][13]
- سعد وهو ابن زاده عبد الله بن محمد بن سعيد الذويبي العتيبي.[14]

وأبناء أبي ذؤيب السعدي الذكور تسعة ولم يعرف اسم غير ثلاث منهم، ولديه بنتين وهم حليمة وسلمى.

## ذريته

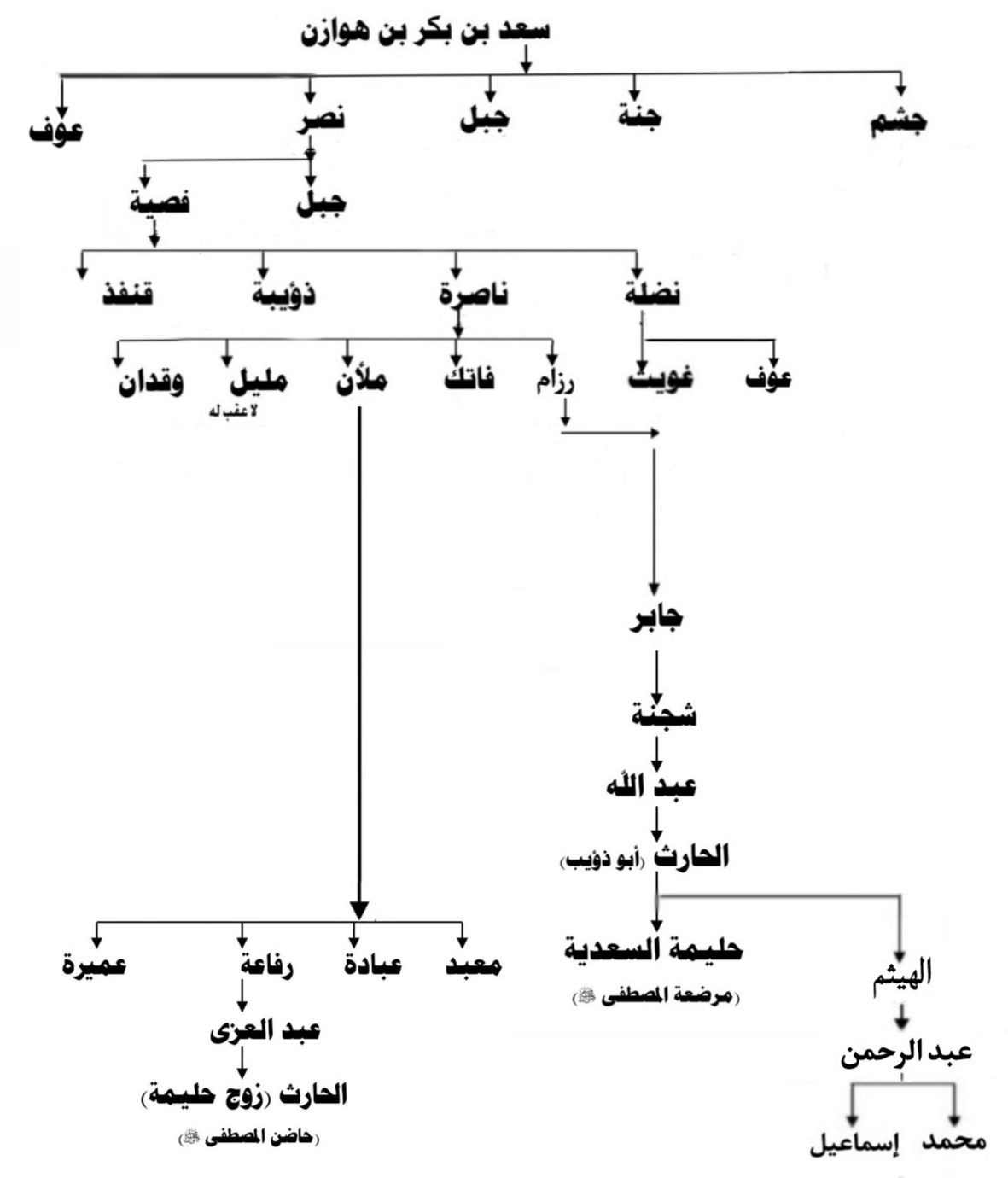
شجرة فروع بنو سعد بن بكر بن هوازن

وقد خرج من نسل أبي ذؤيب عدة قبائل ومنها:

### بنو سعد العراق والشرابية
وهم من ذرية سعد بن عبد الرحمن بن الهيثم بن أبي ذؤيب السعدي، وهم ابناء سعد الرابع بن حسين بن خليفة بن عبد القهار بن وادي بن معروف بن شعيب بن عقبة بن شبيب بن خالد بن شيث بن عدنان بن معلة بن غريب بن غيث بن عبد الدائم بن عبدالله بن محمد بن علي بن سعد الثالث بن الحجاج بن بدر بن هلال بن سعد الثاني بن عبد الرحمن بن الهيثم بن أبي ذؤيب السعدي، وسعد الاول هو سعد بن بكر بن هوازن، وعند نزولهم العراق حدثت بينهم وبين الدولة العثمانية وقعة سميت حمرة سعد، عام 1702-1701م في منطقة أبي غريب بسبب دم القتلة الذي سال على الأرض بينهم وبين السلطة العثمانية التي رفضوا دفع الضرائب لها، فهاجمت السلطة العثمانية مقرهم وقُتل زعيمهم فيصل السعدي وسبعة من أولاده ، وعلى أثر هذه الواقعة تفرَّق عددٌ كبيرٌ منهم إلى أماكن متفرِّقة في وسط وجنوب العراق ومنها كربلاء ، هربا من العثمانيين وبسبب هذا التفرق تعددت المشائخ وأصبح لكلِّ منطقة شيخ أبرزهم جار الله بن طعمة الذي أصبح شيخاً على عموم بني سعد بموافقة جميع الأطراف ومن بعده برز ولده علوان الجار الله خلال مدة الانتداب البريطاني على العراق والذي كانت له مشاركة في ثورة العشرين.

### بنو شأس
ذكر القلقشندي وابن فضل أن بنو شأس من بني سعد بن مالك بن أفصى بن سعد بن إياس بن حرام بن جذام من قبيلة جذام,
وقال ابن خلكان بنو شأس من سعد أظآر النبي. وقال انهم من ذرية شأس بن مغيث بن حبيب بن الحارث بن ربيعة بن يخنس بن أبي ذؤيب السعدي هاجروا إلى مصر ومنهم بنو شاور نسبتا إلى شاور بن مجير السعدي  وبنو مجير "المجيري" نسبتا إلى مجير والد شاور